# Gregor Wilhelm Nitzsch
Gregor Wilhelm Nitzsch (Wittenberg, 1790. november 22. – Lipcse, 1861. július 22.) német klasszika-filológus és egyetemi tanár. Testvére Karl Immanuel Nitzsch, fia Karl Wilhelm Nitzsch.

## Élete
Mint önkéntes részt vett a német szabadságharcban, azután gimnáziumi tanár volt Wittenbergben és Zerbstben, 1827-ben lett kieli, 1852-ben lipcsei egyetemi tanár. Kutatásai főképpen Homéroszszal foglalkoznak és a dalteóriával szemben a homéroszi költemények egységét vitatják. Életét megirta Lübker (1864).

## Fontosabb művei
- Erklärende Anmerkungen zu Homers Odyssee, i.–xii. (1826–1840)
- Praeparatio indagandae per Hom. Odysseam interpolationis (1828)
- Meletemata de historia Hom. maximeque de scriptorum carminum aetate (1830–37)
- Die Sagenpoesie der Griechen (1852)
- Beiträge zur Geschichte der epischen Poesie der Griechen (1862)